# La Penyora (Castellcir)
La Penyora és una moderna urbanització del terme municipal de Castellcir, pertanyent a la comarca del Moianès.
Està situada al nord del nucli actual del poble de Castellcir, el Carrer de l'Amargura, a llevant del camí de Santa Coloma Sasserra i al sud-est del Sot de les Pedres. És a prop i al nord-est de la masia de la Talladella i al nord-oest d'on hi havia la de la Tuna.
Es troba a la dreta del torrent de Sauva Negra, en el lloc on hi ha el Pou Cavaller, el Pas de la Casanova i, més al sud-oest, el Pas de la Tuna.
Una part de la urbanització s'ha edificat als antics Camp de les Alzines i Camp de les Baumes, actualment desapareguts.

## Etimologia
Aquesta urbanització pren el nom del turó conegut com a Penyora de Serracaixeta, situat a prop al nord-est de la urbanització.